# Montel Patterson
Montel Patterson (...) è un giocatore di football americano britannico che gioca come wide receiver, attualmente free agent.